# Olena Dworniczenko
Olena Dworniczenko (ur. 3 listopada 1990) – izraelska gimnastyczka artystyczna, reprezentantka Izraela w układzie zbiorowym podczas Letnich Igrzysk Olimpijskich w Pekinie.

## Osiągnięcia
- Igrzyska Olimpijskie – Pekin 2008 – układ zbiorowy w gimnastyce artystycznej – 6 miejsce[1].